# Autoroute A8 (Belgique)
Pour les articles homonymes, voir A8 et Autoroute A8.
L'autoroute belge A8 (se confondant en grande partie avec la Route européenne E429) est une autoroute qui part de la boucle de contournement de Hal (N203a), ville située au sud-ouest de Bruxelles.
Le projet initial faisait partir cette autoroute du Ring de Bruxelles (à la hauteur de l'actuelle sortie 16) à Anderlecht, afin de relier directement la capitale à Tournai. Le caractère d'apparence démesurée de cette actuelle sortie 16 du ring s'explique par le fait qu'il s'agissait à l'origine d'un échangeur autoroutier. L'actuelle route B201 qui relie cette sortie 16 à l'hôpital Erasme correspond par ailleurs à l'embryon de cette autouroute, en réalité le tronçon Bruxellois de celle-ci. Cela explique qu'elle a été construite avec un aspect autoroutier certain.
La réalisation de cette autoroute, essentiellement sur le territoire wallon, a toutefois permis le désenclavement du Hainaut occidental en le reliant presque à la capitale (Bruxelles), en réalité à Hal, tout en concrétisant la jonction entre cette dernière et la métropole française de Lille. La dernière sortie est celle de Blandain non loin de la frontière française.
C'est en 2000, grâce aux moyens financiers mobilisés par la Société de Financement complémentaire des Infrastructures (SOFICO), que l'achèvement de la A8 en province de Hainaut a pu être mené à bien.
Il a fallu construire plusieurs ouvrages importants pour réaliser le dernier tronçon de 21 km, situé dans un paysage rural, entre Ghislenghien et Hacquegnies, et qui devait franchir des lignes de chemin de fer, la Dendre ainsi qu'un réseau très dense de voiries locales. Parmi ces ouvrages, citons le Tunnel de Rebaix et le Tunnel du Bois d'Houtaing (entre Ath et Frasnes-lez-Anvaing).
Ce dernier tronçon fait d'ailleurs l'objet d'une taxation au bénéfice de la SOFICO, la société qui a bâti l'autoroute et qui est ainsi rémunérée par la Région wallonne en fonction du nombre de véhicules qui y transitent. Des portiques de comptage y sont installés à cet effet.
De l'échangeur de Tournai jusqu'à la frontière française, l'autoroute a également le statut européen de E42.
Quelques tergiversations locales et communautaires ont fait craindre que l'A8 ne puisse jamais être relié de manière efficace au Ring (autoroute périphérique) de la capitale Belge. La traversée du territoire flamand qui devait permettre à l'A8 de rejoindre le tronçon déjà construit à Anderlecht, et d'ainsi relier directement le Hainaut occidental à la capitale ne fut jamais réalisé. Il fut aussi question de relier Quenast à l'échangeur de Haut-Ittre. Cette position a toutefois évolué vers une résolution de la congestion au niveau du contournement de Hal.

## Description du tracé
|    | Dénomination                               | Destinations                                     | BK   |
| -- | ------------------------------------------ | ------------------------------------------------ | ---- |
|    | Fin de l'autoroute, prolongée par la N203a |                                                  | 3,0  |
| 21 | Halle                                      | Hal                                              | 3,2  |
| 22 | Halle Zuid                                 | Hal                                              | 4,3  |
| 23 | Hondzocht                                  | Tubize, Hondzocht                                | 7,4  |
| 24 | Bierghes                                   | Rebecq (dont Bierghes)                           | 12,0 |
| 25 | Hoves N285                                 | Enghien (dont Hoves, Petit-Enghien)              | 18,5 |
| 26 | Enghien                                    | Enghien (dont Hoves), Soignies                   | 19,6 |
| 27 | Marcq                                      | Enghien (dont Marcq)                             | 21,6 |
| 28 | Bassilly N263                              | Biévène, Silly (dont Bassilly)                   | 27,2 |
|    | Hellebecq                                  |                                                  | 29,3 |
| 29 | Lessines                                   | Lessines (dont Ghislenghien, Hellebecq)          | 31,9 |
| 30 | Ath                                        | Ath, Lessines                                    | 36,9 |
|    | Tunnel de Rebaix (180 m)                   |                                                  | 39,9 |
|    | Tunnel du Bois d'Houtaing (350 m)          |                                                  | 46,8 |
| 31 | Leuze                                      | Leuze-en-Hainaut, Frasnes-lez-Anvaing, Renaix    | 52,3 |
|    | Breuze (vers Hal)                          |                                                  | 63,0 |
|    | Échangeur de Tournai                       | Autoroute Mons – Tournai (autoroute de Wallonie) | 66,2 |
| 32 | Tournai Nord                               | Tournai (dont Kain, Mont-Saint-Aubert)           | 66,2 |
| 34 | Tournai Ouest                              | Tournai (dont Froyennes, Ramegnies-Chin), Pecq   | 69,9 |
|    | Froyennes                                  |                                                  | 71,8 |
|    | Échangeur de Marquain                      | Autoroute Tournai – Courtrai – Bruges            | 73,0 |
| 35 | Blandain                                   | Tournai (dont Blandain, Marquain)                | 74,8 |
|    | Frontière française A27 E 42               | Lille                                            | 76,7 |

## Galerie d'images

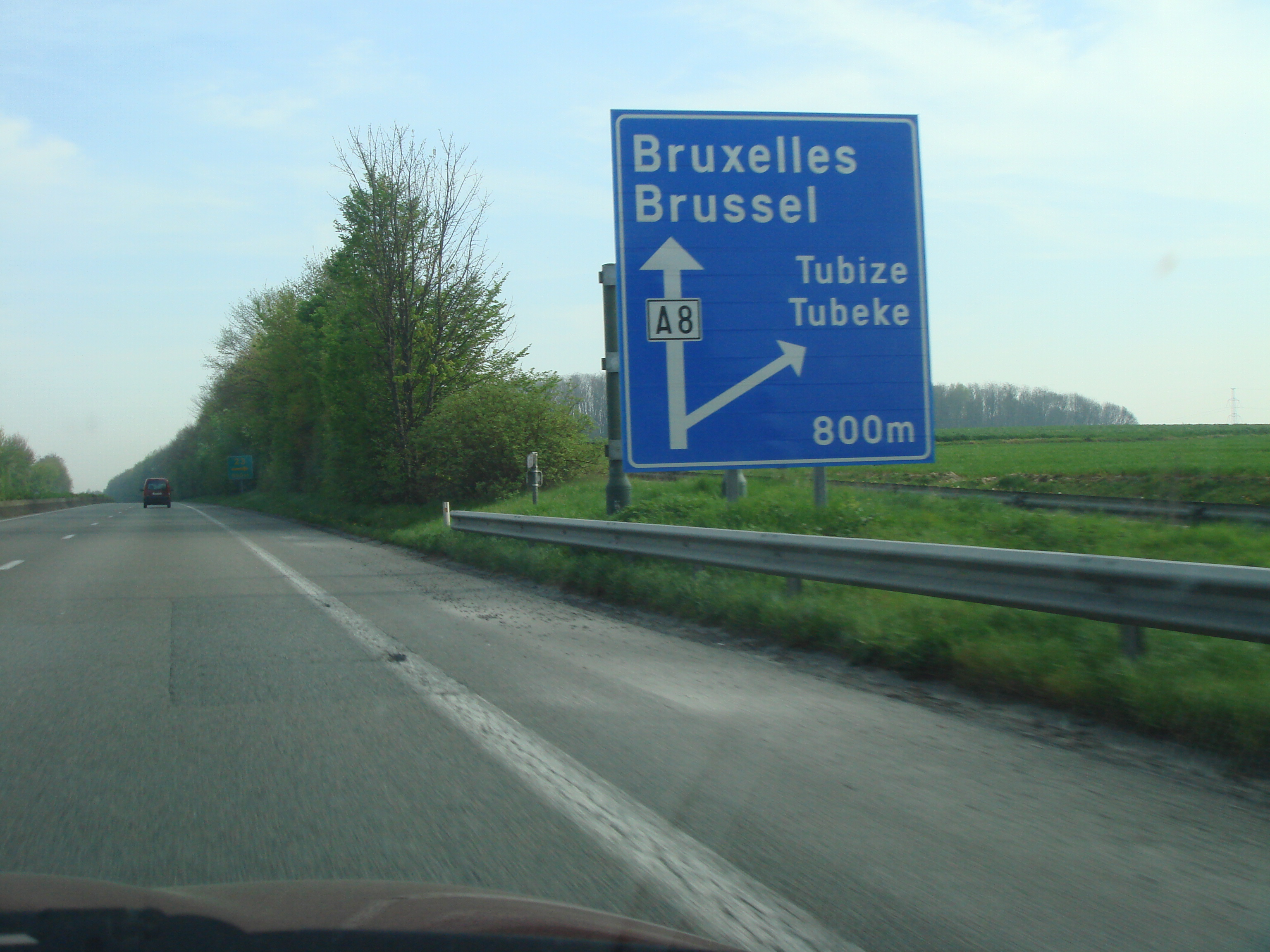
L'A8 au niveau de Tubize.
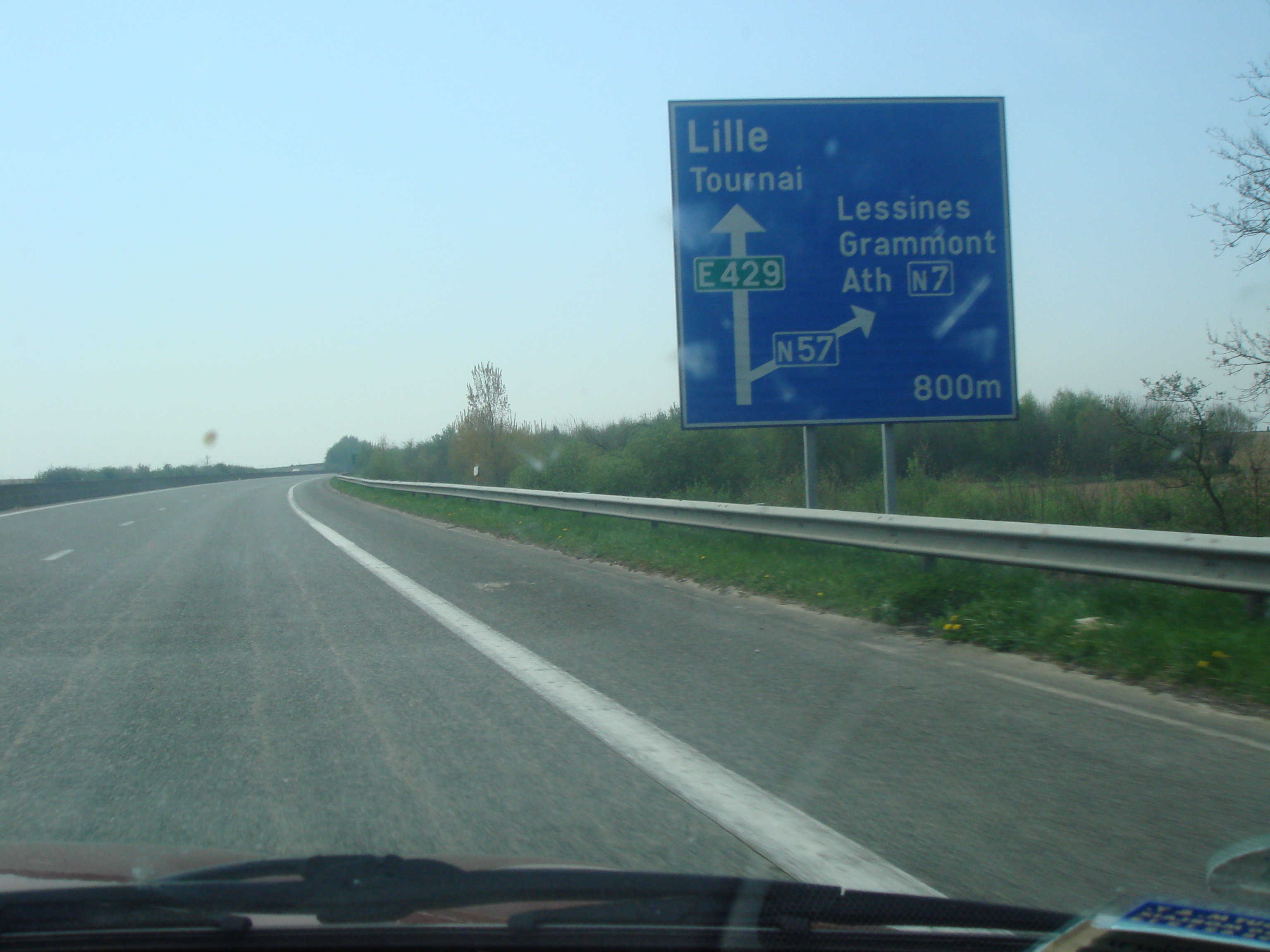
L'autoroute au niveau d'Ath.
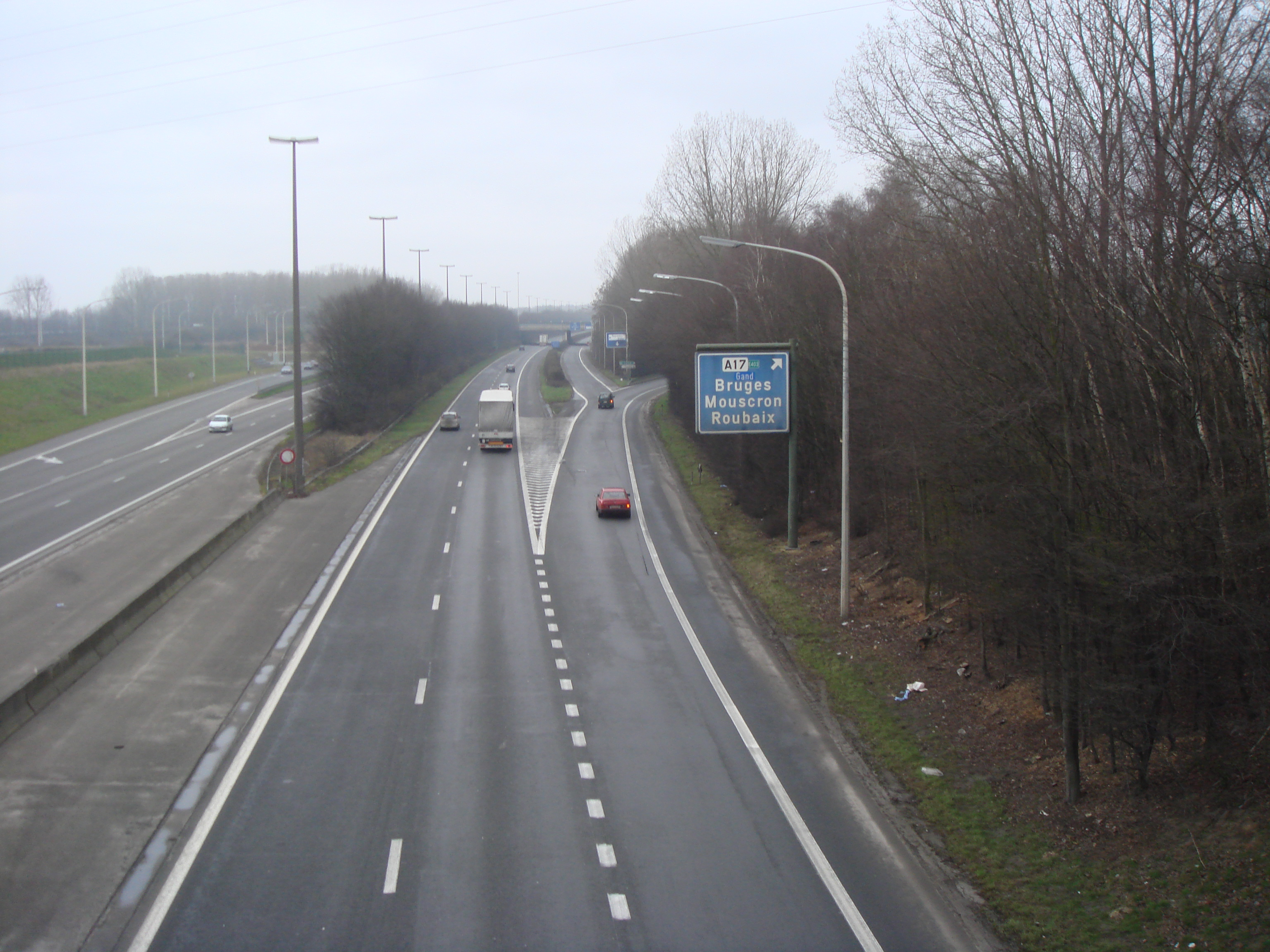
L'échangeur de Marquain forme le croisement avec l'A17 (E403).